# Довжоцька сільська рада (Новоселицький район)
Довжо́цька сільська́ ра́да — адміністративно-територіальна одиниця та орган місцевого самоврядування в Новоселицькому районі Чернівецької області. Адміністративний центр — село Довжок.

## Загальні відомості
- Населення ради: 1 023 осіб (станом на 2001 рік)

## Населені пункти
Сільській раді були підпорядковані населені пункти:
- с. Довжок

## Склад ради
Рада складалася з 16 депутатів та голови.
- Голова ради: Долган Олег Леонідович
- Секретар ради: Компанець Надія Василівна

### Керівний склад попередніх скликань
| Прізвище, ім'я, по батькові     | Основні відомості                                                             | Дата обрання | Дата звільнення |
| ------------------------------- | ----------------------------------------------------------------------------- | ------------ | --------------- |
| Главицький Анатолій Леонтійович | Сільський голова, 1959 року народження, член Комуністичної партії України     | 26.03.2006   | 31.10.2010      |
| Долган Олег Леонідович          | Сільський голова, 1972 року народження, освіта незакінчена вища, безпартійний | 31.10.2010   |                 |

Примітка: таблиця складена за даними сайту Верховної Ради України

### Депутати
За результатами місцевих виборів 2010 року депутатами ради стали:

#### За суб'єктами висування
| Суб'єкт висування | Кількість обраних депутатів | %   |
| ----------------- | --------------------------- | --- |
| Самовисування     | 16                          | 100 |

#### За округами
| № округу | Прізвище, ім'я, по батькові | Дата визнання обраним | Освіта             | Партійна приналежність                  | Відомості про обраного депутата                      |
| -------- | --------------------------- | --------------------- | ------------------ | --------------------------------------- | ---------------------------------------------------- |
| 1        | Компанець Федір Пилипович   | 01.11.2010            | середня спеціальна | позапартійний                           | тимчасово не працює                                  |
| 2        | Компанець Надія Василівна   | 01.11.2010            | середня спеціальна | позапартійна                            | Довжоцька сільська рада, секретар                    |
| 3        | Жук Сергій Володимирович    | 10.01.2011            | вища               | член Соціалістичної партії України      | приватний підприємець                                |
| 4        | Жук Борис Митрофанович      | 01.11.2010            | вища               | член Соціалістичної партії України      | тимчасово не працює                                  |
| 5        | Гладкий Віктор Васильович   | 10.01.2011            | середня            | позапартійний                           | тимчасово не працює                                  |
| 6        | Савка Галина Петрівна       | 01.11.2010            | середня спеціальна | позапартійна                            | Довжоцький дошкільний навчальний заклад, завідувачка |
| 7        | Главицька Марія Миколаївна  | 01.11.2010            | середня спеціальна | позапартійна                            | Довжоцький дошкільний навчальний заклад, кухар       |
| 8        | Дудка Вадим Іванович        | 01.11.2010            | вища               | член Політичної партії «Сильна Україна» | Довжоцька загальноосвітня школа, завуч               |
| 9        | Савка Ольга Іванівна        | 01.11.2010            | вища               | позапартійна                            | Довжоцька загальноосвітня школа, вчитель             |
| 10       | Дудка Віктор Ілліч          | 01.11.2010            | середня спеціальна | позапартійний                           | приватний підприємець                                |
| 11       | Куцак Альона Володимирівна  | 01.11.2010            | вища               | позапартійна                            | Довжоцька сільська рада, головний бухгалтер          |
| 12       | Жук Володимир Михайлович    | 01.11.2010            | середня спеціальна | позапартійний                           | тимчасово не працює                                  |
| 13       | Жук Василь Іванович         | 01.11.2010            | середня спеціальна | позапартійний                           | тимчасово не працює                                  |
| 14       | Куфлик Вікторія Георгіївна  | 01.11.2010            | середня спеціальна | позапартійна                            | Довжоцька сільська рада, землевпорядник              |
| 15       | Куфлик Іван Володимирович   | 01.11.2010            | середня спеціальна | позапартійний                           | тимчасово не працює                                  |
| 16       | Куцак Едуард Васильович     | 01.11.2010            | середня спеціальна | позапартійний                           | приватний підприємець                                |